# Else Mantzius
Else Louise Mantzius (11. september 1886 i København – 23. maj 1945) var en dansk skuespillerinde.
Hun var datter af kgl. skuespiller, teaterdirektør Karl Mantzius og hustru Soffy Mantzius, siden Walleen, født Rosenberg. Else Mantzius blev den 2. juli 1913 gift i hjemmet på Skovvej 1 i Klampenborg med skuespiller og teaterdirektør Arne Weel. Forinden havde hun været gift med baron Knud Vladimir Walleen af samme slægt som sin moders anden ægtefælle.
Hun er begravet på Bispebjerg Kirkegård.

## Filmografi
- Vingeskudt (1913)
- Verdensgiften (1914)
- Arvetanten (1916)
- Barnet fra Opfostringshuset (1916)
- En Æresoprejsning (1916)